# Виндхаузен
Виндхаузен (нем. Windhausen) — община в Германии, в земле Нижняя Саксония.
Входит в состав района Остероде. Подчиняется управлению Бад Грунд (Харц). Население составляет 1004 человека (на 31 декабря 2010 года). Занимает площадь 3,54 км².
| Год  | Население |
| ---- | --------- |
| 1990 | 1203      |
| 1995 | 1201      |
| 2000 | 1171      |
| 2005 | 1076      |
| 2010 | 999       |